# Морожа (река)
Морожа — река на западе Тверской области, левый приток Торопы. Длина реки составляет 16 километров.

## Течение
Протекает по территории Торопецкого и Западнодвинского районов.
Морожа берёт начало у урочища Мостище, в 3 км к югу от деревни Грядцы. Течёт в целом на запад, после деревни Морожа — на северо-запад. Дважды пересекает границу Торопецкого и Западнодвинского районов. Впадает в озеро Сельское, которое соединяется с Торопой. Высота устья — 174,8 метра над уровне моря.

## Населённые пункты
Протекает по малонаселённой лесной местности. Населённых пунктов на реке нет. На берегу озера Псовец расположена деревня Гольяново. 
Ранее на берегу реки располагалась деревня Мухино.

## Бассейн
Основные притоки — Гречиха (правый) и Песенка (левый).
Протекает через озёра Шипковское и Псовец. В бассейне реки также расположены озёра Грядецкое, Глубокое, Устенец, Верхнее Сомино, Большое Сомино и Праберно.